# What Goes Around Comes Around (film)
What Goes Around Comes Around è un film televisivo del 2016 diretto da Tim Story.

## Trama
Due genitori quarantenni che da giovani erano due adolescenti selvaggi e sconsiderati, ora si ritrovano a dover affrontare il loro incubo peggiore: crescere tre figli adolescenti.